# Sebastian Pozholiparampil
Sebastian Pozholiparampil, auch Jobby Pozholiparampil, (* 1. September 1957 in Pullur, Kerala) ist ein indischer Geistlicher und syro-malabarischer Bischof von Hosur.

## Leben
Sebastian Pozholiparampil empfing am 22. Dezember 1982 das Sakrament der Priesterweihe.
Am 10. Oktober 2017 ernannte ihn Papst Franziskus zum ersten Bischof von Hosur. Der Großerzbischof von Ernakulam-Angamaly, George Kardinal Alencherry, spendete ihm am 22. November desselben Jahres in der Kathedrale St. Antony in Noothenchery die Bischofsweihe; Mitkonsekratoren waren der Bischof von Dharmapuri, Lawrence Pius Dorairaj, und der syro-malabarische Bischof von Irinjalakuda, Pauly Kannookadan.